# Wapen van Manhay

Wapen van Manhay

Het wapen van Manhay is het gemeentelijke wapen van de Belgische gemeente Manhay. Het wapen van de Luxemburgse gemeente werd in 1996 toegekend.

## Geschiedenis
De gemeente Manhay ontstond in 1977 na een fusie tussen de gemeenten Dochamps, Grandmenil, Harre, Malempré, Manhay, Odeigne en Vaux-Chavanne. Van deze gemeenten voerde geen een een eigen gemeentewapen. De fusiegemeente Manhay koos er echter wel voor om een wapen te voeren. De hertenkop verwijst naar het graafschap Stolberg, waar Dochamps onder ressorteerde, en de ruiten verwijzen naar Leuze-Neufforge. De in het schildhoofd geplaatste drie eikenbladeren staan symbool voor de bossen in de gemeente. Het wapen werd op 28 maart 1996 officieel toegekend.

## Blazoenering
De beschrijving, al is het niet officieel, van het wapen luidt als volgt:
D'argent à une téte-et-col de cerf de sable accostée et soutenue de trois losanges d'azur, au chef de gueules à trois feuilles de chêne d'or posées en pal et rangées.
Zilver een kop en nek van een hert van sabel gedragen door drie ruiten van azuur, in het schildhoofd van keel drie paalsgewijs geplaatste eikenbladeren van goud.
De heraldische kleuren zijn zilver (wit), sabel (zwart), azuur (blauw), keel (rood) en goud (geel). De kroon op het hoofd van de leeuw bestaat uit drie bladeren, een zogenaamde gravenkroon. Het wapen heeft geen externe ornamenten zoals een kroon of schildhouders.

## Overeenkomstige wapens
De volgende wapens zijn op historische gronden te vergelijken met het wapen van de stad Manhay:

Het wapen van het Graafschap Stolberg